# Cuzăplac
Cuzăplac es una comuna ubicada en el distrito de Sălaj, Rumania.

## Superficie
Posee una superficie de 109,2 kilómetros cuadrados.

## Demografía
Hasta 2021 la población era de 1560 habitantes, con una densidad de población de 14,29 habitantes por kilómetro cuadrado.